# Onthophagus cupreus
Onthophagus cupreus là một loài bọ cánh cứng trong họ Bọ hung (Scarabaeidae).